# Dypsis
Dypsis – rodzaj palm z rodziny arekowatych. Obejmuje ok. 140–145 gatunków roślin występujących na Madagaskarze i przyległych wyspach. 

## Morfologia

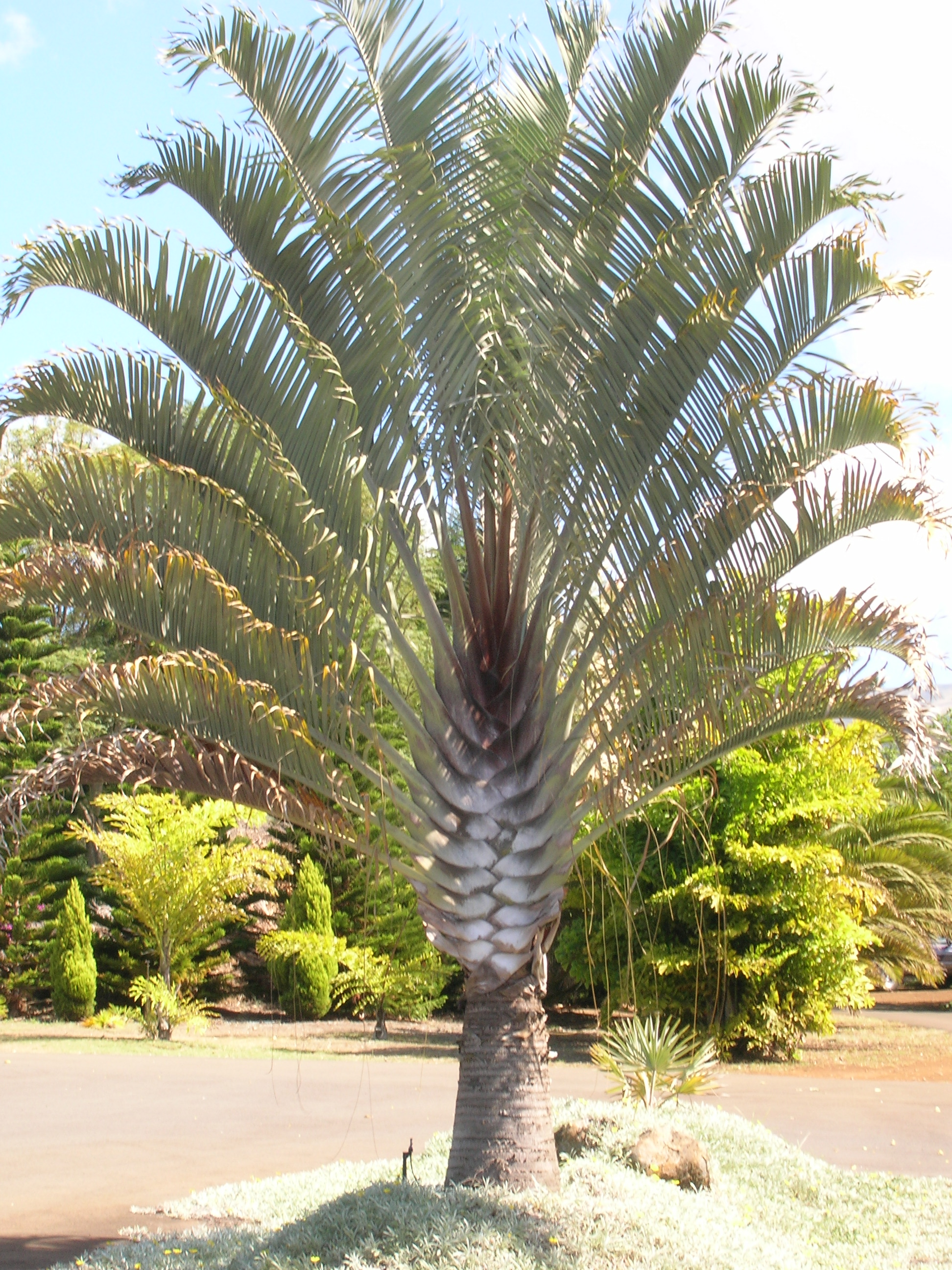
Dypsis decaryi

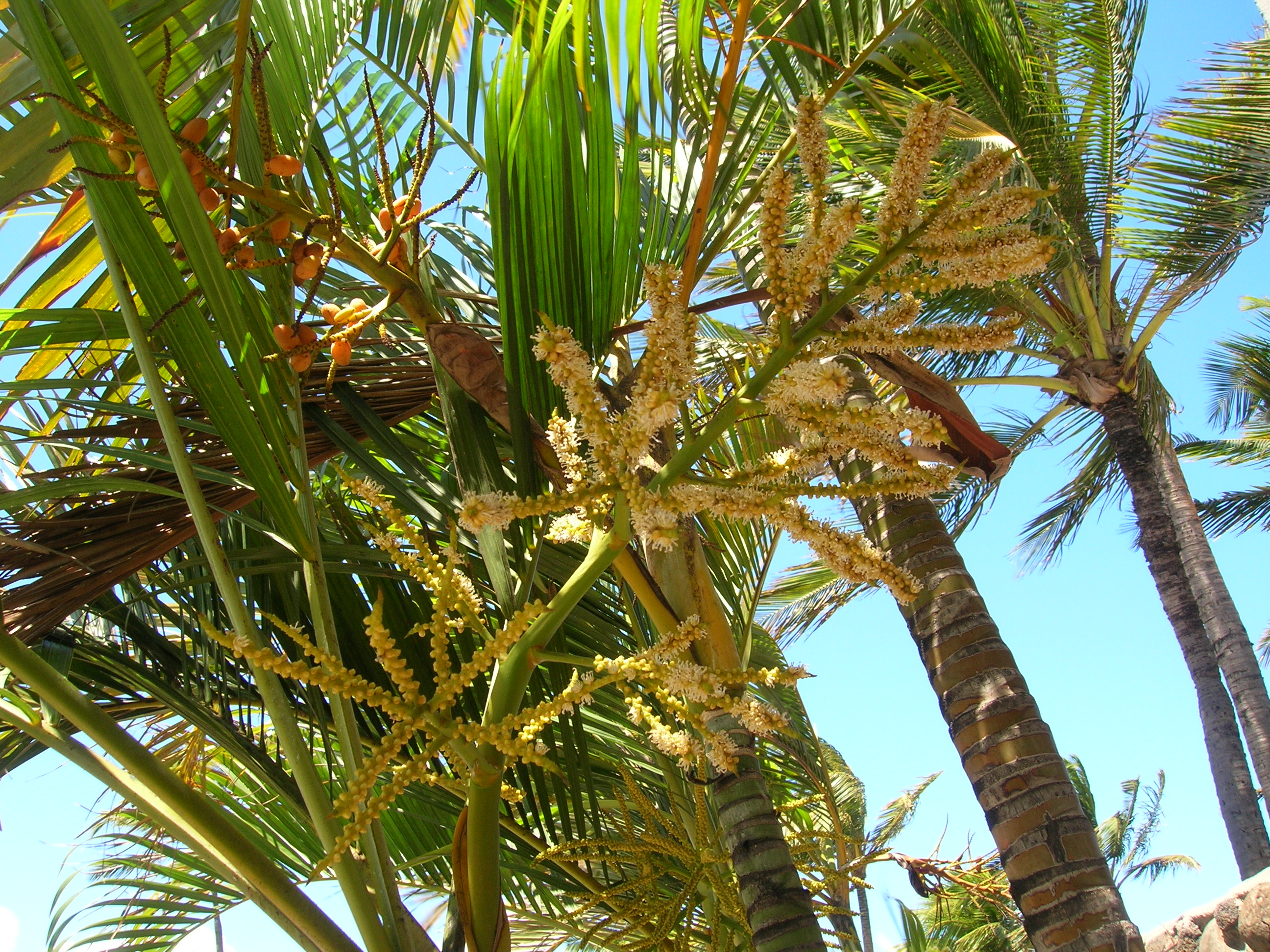
Kwiatostany i owoce Dypsis lutescens

PokrójRodzaj bardzo zróżnicowany morfologicznie. Są to palmy rosnące zwykle kępiasto o kłodzinach wyprostowanych, rzadko rozgałęzionych u nasady, nieuzbrojonych, z wyraźnymi pierścieniami w węzłach, o średnicy nie większej niż 15 cm.
LiścieZebrane w wyraźny pióropusz. Nasada liścia żółtawa, gładka. Blaszka pierzasto złożona, czasem niepodzielona. Listki lancetowate, ułożone równomiernie, zwykle gęsto na osadce, na końcach ostre.
KwiatyZebrane w rozbudowanych kwiatostanach wiechowatych (z rozgałęzieniami trzeciego stopnia) poniżej pióropusza liści. Kwiaty są jednopłciowe, siedzące i skupione w triady składające się z kwiatu pręcikowego wspartego po bokach dwoma kwiatami słupkowymi. Kwiaty pręcikowe składają się z trzech wolnych działek okółka zewnętrznego i trzech płatków okółka wewnętrznego, u nasady nieco zrośniętych, poza tym z 6 pręcików i płonnego, zredukowanego słupka. Kwiaty słupkowe mają okwiat podobny, ale płatki są całkiem wolne, zamiast pręcików – 6 drobnych prątniczków oraz pojedynczy słupek z trzema znamionami.
OwoceŻółte, eliptyczne pestkowce z mięsistym mezokarpem. Nasiona owalne.

## Systematyka
Pozycja systematyczna według Angiosperm Phylogeny Website (aktualizowany system APG III z 2009)
Rodzaj należy do rodziny arekowatych (Arecaceae) z monotypowego rzędu arekowce (Arecales), kladu jednoliścienne (monocots) w obrębie okrytonasiennych. W rodzinie klasyfikowany jest do podrodziny Arecoideae, plemienia Areceae i podplemienia Dypsidinae
Wykaz gatunków
| - Dypsis acaulis J.Dransf. in J.Dransf. & H.Beentje, Palms Madagascar: 409 (1995) - Dypsis acuminum (Jum.) Beentje & J.Dransf., Palms Madagascar: 211 (1995) - Dypsis albofarinosa Hodel & Marcus, Palms (1999+) 48: 91 (2004) - Dypsis ambanjae Beentje in J.Dransfield & H.Beentje, Palms Madagascar: 299 (1995) - Dypsis ambilaensis J.Dransf. in J.Dransfield & H.Beentje, Palms Madagascar: 382 (1995) - Dypsis ambositrae Beentje in J.Dransfield & H.Beentje, Palms Madagascar: 195 (1995) - Dypsis ampasindavae Beentje in J.Dransfield & H.Beentje, Palms Madagascar: 153 (1995) - Dypsis andapae Beentje in J.Dransfield & H.Beentje, Palms Madagascar: 300 (1995) - Dypsis andrianatonga Beentje in J.Dransfield & H.Beentje, Palms Madagascar: 203 (1995) - Dypsis angusta Jum., Ann. Inst. Bot.-Géol. Colon. Marseille, III, 6(1): 34 (1918) - Dypsis angustifolia (H.Perrier) Beentje & J.Dransf., Palms Madagascar: 336 (1995) - Dypsis ankaizinensis (Jum.) Beentje & J.Dransf., Palms Madagascar: 182 (1995) - Dypsis antanambensis Beentje in J.Dransfield & H.Beentje, Palms Madagascar: 368 (1995) - Dypsis aquatilis Beentje in J.Dransfield & H.Beentje, Palms Madagascar: 372 (1995) - Dypsis arenarum (Jum.) Beentje & J.Dransf., Palms Madagascar: 215 (1995) - Dypsis baronii (Becc.) Beentje & J.Dransf., Palms Madagascar: 198 (1995) - Dypsis basilonga (Jum. & H.Perrier) Beentje & J.Dransf., Palms Madagascar: 193 (1995) - Dypsis beentjei J.Dransf. in J.Dransfield & H.Beentje, Palms Madagascar: 401 (1995) - Dypsis bejofo Beentje in J.Dransfield & H.Beentje, Palms Madagascar: 146 (1995) - Dypsis bernieriana (Baill.) Beentje & J.Dransf., Palms Madagascar: 304 (1995) - Dypsis betamponensis (Jum.) Beentje & J.Dransf., Palms Madagascar: 295 (1995) - Dypsis boiviniana Baill., Bull. Mens. Soc. Linn. Paris 2: 1164 (1894) - Dypsis bonsai Beentje in J.Dransfield & H.Beentje, Palms Madagascar: 252 (1995) - Dypsis bosseri J.Dransf. in J.Dransfield & H.Beentje, Palms Madagascar: 393 (1995) - Dypsis brevicaulis (Guillaumet) Beentje & J.Dransf., Palms Madagascar: 323 (1995) - Dypsis cabadae (H.E.Moore) Beentje & J.Dransf., Palms Madagascar: 219 (1995) - Dypsis canaliculata (Jum.) Beentje & J.Dransf., Palms Madagascar: 149 (1995) - Dypsis canescens (Jum. & H.Perrier) Beentje & J.Dransf., Palms Madagascar: 410 (1995) - Dypsis carlsmithii J.Dransf. & Marcus, Palms 46: 48 (2002) - Dypsis catatiana (Baill.) Beentje & J.Dransf., Palms Madagascar: 308 (1995) - Dypsis caudata Beentje in J.Dransfield & H.Beentje, Palms Madagascar: 254 (1995) - Dypsis ceracea (Jum.) Beentje & J.Dransf., Palms Madagascar: 151 (1995) - Dypsis commersoniana (Baill.) Beentje & J.Dransf., Palms Madagascar: 236 (1995) - Dypsis concinna Baker, J. Linn. Soc., Bot. 22: 526 (1887) - Dypsis confusa Beentje in J.Dransfield & H.Beentje, Palms Madagascar: 288 (1995) - Dypsis cookei J.Dransf. in J.Dransfield & H.Beentje, Palms Madagascar: 399 (1995) - Dypsis coriacea Beentje in J.Dransfield & H.Beentje, Palms Madagascar: 311 (1995) - Dypsis corniculata (Becc.) Beentje & J.Dransf., Palms Madagascar: 280 (1995) - Dypsis coursii Beentje in J.Dransfield & H.Beentje, Palms Madagascar: 230 (1995) - Dypsis crinita (Jum. & H.Perrier) Beentje & J.Dransf., Palms Madagascar: 361 (1995) - Dypsis curtisii Baker, J. Linn. Soc., Bot. 22: 526 (1887) - Dypsis decaryi (Jum.) Beentje & J.Dransf., Palms Madagascar: 187 (1995) - Dypsis decipiens (Becc.) Beentje & J.Dransf., Palms Madagascar: 191 (1995) - Dypsis delicatula Britt & J.Dransf., Palms (1999+) 49: 41 (2005) - Dypsis digitata (Becc.) Beentje & J.Dransf., Palms Madagascar: 320 (1995) - Dypsis dransfieldii Beentje in J.Dransfield & H.Beentje, Palms Madagascar: 355 (1995) - Dypsis elegans Beentje in J.Dransfield & H.Beentje, Palms Madagascar: 271 (1995) - Dypsis eriostachys J.Dransf. in J.Dransfield & H.Beentje, Palms Madagascar: 291 (1995) - Dypsis faneva Beentje in J.Dransfield & H.Beentje, Palms Madagascar: 257 (1995) - Dypsis fanjana Beentje in J.Dransfield & H.Beentje, Palms Madagascar: 259 (1995) - Dypsis fasciculata Jum., Ann. Inst. Bot.-Géol. Colon. Marseille, III, 6(1): 37 (1918) - Dypsis fibrosa (C.H.Wright) Beentje & J.Dransf., Palms Madagascar: 366 (1995) - Dypsis forficifolia Noronha ex Mart., Hist. Nat. Palm. 3: 180 (1838) - Dypsis furcata J.Dransf. in J.Dransfield & H.Beentje, Palms Madagascar: 394 (1995) - Dypsis glabrescens (Becc.) Becc., Palme Madagascar: 16 (1912) - Dypsis henrici J.Dransf., Beentje & Govaerts, Palms (1999+) 50: 184 (2006) - Dypsis heteromorpha (Jum.) Beentje & J.Dransf., Palms Madagascar: 198 (1995) - Dypsis heterophylla Baker, J. Linn. Soc., Bot. 22: 552 (1887) - Dypsis hiarakae Beentje in J.Dransfield & H.Beentje, Palms Madagascar: 286 (1995) - Dypsis hildebrandtii (Baill.) Becc., Palme Madagascar: 14 (1912) - Dypsis hovomantsina Beentje in J.Dransfield & H.Beentje, Palms Madagascar: 150 (1995) - Dypsis humbertii H.Perrier, Notul. Syst. (Paris) 8: 46 (1939) - Dypsis humblotiana (Baill.) Beentje & J.Dransf., Palms Madagascar: 221 (1995) - Dypsis ifanadianae Beentje in J.Dransfield & H.Beentje, Palms Madagascar: 171 (1995) - Dypsis integra (Jum.) Beentje & J.Dransf., Palms Madagascar: 319 (1995) - Dypsis intermedia Beentje in J.Dransfield & H.Beentje, Palms Madagascar: 243 (1995) - Dypsis interrupta J.Dransf. in J.Dransfield & H.Beentje, Palms Madagascar: 327 (1995) - Dypsis jumelleana Beentje & J.Dransf., Palms Madagascar: 247 (1995) - Dypsis laevis J.Dransf. in J.Dransfield & H.Beentje, Palms Madagascar: 386 (1995) - Dypsis lanceolata (Becc.) Beentje & J.Dransf., Palms Madagascar: 223 (1995) - Dypsis lantzeana Baill., Bull. Mens. Soc. Linn. Paris 2: 1163 (1894) - Dypsis lanuginosa J.Dransf. in J.Dransfield & H.Beentje, Palms Madagascar: 396 (1995) | - Dypsis lastelliana (Baill.) Beentje & J.Dransf., Palms Madagascar: 175 (1995) - Dypsis leptocheilos (Hodel) Beentje & J.Dransf., Palms Madagascar: 176 (1995) - Dypsis ligulata (Jum.) Beentje & J.Dransf., Palms Madagascar: 178 (1995) - Dypsis linearis Jum., Ann. Inst. Bot.-Géol. Colon. Marseille, III, 6(1): 35 (1918) - Dypsis lokohoensis J.Dransf. in J.Dransfield & H.Beentje, Palms Madagascar: 350 (1995) - Dypsis louvelii Jum. & H.Perrier, Ann. Inst. Bot.-Géol. Colon. Marseille, III, 1: 21 (1913) - Dypsis lucens (Jum.) Beentje & J.Dransf., Palms Madagascar: 315 (1995) - Dypsis lutea (Jum.) Beentje & J.Dransf., Palms Madagascar: 293 (1995) - Dypsis lutescens (H.Wendl.) Beentje & J.Dransf., Palms Madagascar: 212 (1995) - Dypsis mahia Beentje in J.Dransfield & H.Beentje, Palms Madagascar: 296 (1995) - Dypsis malcomberi Beentje in J.Dransfield & H.Beentje, Palms Madagascar: 165 (1995) - Dypsis mananjarensis (Jum. & H.Perrier) Beentje & J.Dransf., Palms Madagascar: 163 (1995) - Dypsis mangorensis (Jum.) Beentje & J.Dransf., Palms Madagascar: 264 (1995) - Dypsis marojejyi Beentje in J.Dransfield & H.Beentje, Palms Madagascar: 234 (1995) - Dypsis mcdonaldiana Beentje in J.Dransfield & H.Beentje, Palms Madagascar: 245 (1995) - Dypsis minuta Beentje in J.Dransfield & H.Beentje, Palms Madagascar: 313 (1995) - Dypsis mirabilis J.Dransf. in J.Dransfield & H.Beentje, Palms Madagascar: 345 (1995) - Dypsis mocquerysiana (Becc.) Becc., Palme Madagascar: 15 (1912) - Dypsis monostachya Jum., Ann. Inst. Bot.-Géol. Colon. Marseille, III, 6(1): 36 (1918) - Dypsis montana (Jum.) Beentje & J.Dransf., Palms Madagascar: 303 (1995) - Dypsis moorei Beentje in J.Dransfield & H.Beentje, Palms Madagascar: 354 (1995) - Dypsis nauseosa (Jum. & H.Perrier) Beentje & J.Dransf., Palms Madagascar: 156 (1995) - Dypsis nodifera Mart., Hist. Nat. Palm. 3: 312 (1849) - Dypsis nossibensis (Becc.) Beentje & J.Dransf., Palms Madagascar: 358 (1995) - Dypsis occidentalis (Jum.) Beentje & J.Dransf., Palms Madagascar: 301 (1995) - Dypsis onilahensis (Jum. & H.Perrier) Beentje & J.Dransf., Palms Madagascar: 207 (1995) - Dypsis oreophila Beentje in J.Dransfield & H.Beentje, Palms Madagascar: 227 (1995) - Dypsis oropedionis Beentje in J.Dransfield & H.Beentje, Palms Madagascar: 159 (1995) - Dypsis ovobontsira Beentje in J.Dransfield & H.Beentje, Palms Madagascar: 180 (1995) - Dypsis pachyramea J.Dransf. in J.Dransfield & H.Beentje, Palms Madagascar: 404 (1995) - Dypsis paludosa J.Dransf. in J.Dransfield & H.Beentje, Palms Madagascar: 343 (1995) - Dypsis pembana (H.E.Moore) Beentje & J.Dransf., Palms Madagascar: 219 (1995) - Dypsis perrieri (Jum.) Beentje & J.Dransf., Palms Madagascar: 351 (1995) - Dypsis pervillei (Baill.) Beentje & J.Dransf., Palms Madagascar: 269 (1995) - Dypsis pilulifera (Becc.) Beentje & J.Dransf., Palms Madagascar: 161 (1995) - Dypsis pinnatifrons Mart., Hist. Nat. Palm. 3: 180 (1838) - Dypsis plurisecta Jum., Ann. Inst. Bot.-Géol. Colon. Marseille, III, 6(1): 35 (1918) - Dypsis poivreana (Baill.) Beentje & J.Dransf., Palms Madagascar: 307 (1995) - Dypsis prestoniana Beentje in J.Dransfield & H.Beentje, Palms Madagascar: 167 (1995) - Dypsis procera Jum., Ann. Inst. Bot.-Géol. Colon. Marseille, III, 6(1): 33 (1918) - Dypsis procumbens (Jum. & H.Perrier) J.Dransf., Beentje & Govaerts, Palms (1999+) 50: 184 (2006) - Dypsis psammophila Beentje in J.Dransfield & H.Beentje, Palms Madagascar: 216 (1995) - Dypsis pulchella J.Dransf. in J.Dransfield & H.Beentje, Palms Madagascar: 297 (1995) - Dypsis pumila Beentje in J.Dransfield & H.Beentje, Palms Madagascar: 223 (1995) - Dypsis pusilla Beentje in J.Dransfield & H.Beentje, Palms Madagascar: 370 (1995) - Dypsis ramentacea J.Dransf. in J.Dransfield & H.Beentje, Palms Madagascar: 411 (1995) - Dypsis remotiflora J.Dransf. in J.Dransfield & H.Beentje, Palms Madagascar: 331 (1995) - Dypsis rivularis (Jum. & H.Perrier) Beentje & J.Dransf., Palms Madagascar: 232 (1995) - Dypsis robusta Hodel, Marcus & J.Dransf., Palms (1999+) 49: 129 (2005) - Dypsis sahanofensis (Jum. & H.Perrier) Beentje & J.Dransf., Palms Madagascar: 290 (1995) - Dypsis saintelucei Beentje in J.Dransfield & H.Beentje, Palms Madagascar: 178 (1995) - Dypsis sanctaemariae J.Dransf. in J.Dransfield & H.Beentje, Palms Madagascar: 264 (1995) - Dypsis scandens J.Dransf. in J.Dransfield & H.Beentje, Palms Madagascar: 255 (1995) - Dypsis schatzii Beentje in J.Dransfield & H.Beentje, Palms Madagascar: 278 (1995) - Dypsis scottiana (Becc.) Beentje & J.Dransf., Palms Madagascar: 239 (1995) - Dypsis serpentina Beentje in J.Dransfield & H.Beentje, Palms Madagascar: 206 (1995) - Dypsis simianensis (Jum.) Beentje & J.Dransf., Palms Madagascar: 317 (1995) - Dypsis singularis Beentje in J.Dransfield & H.Beentje, Palms Madagascar: 242 (1995) - Dypsis soanieranae Beentje in J.Dransfield & H.Beentje, Palms Madagascar: 266 (1995) - Dypsis spicata J.Dransf. in J.Dransfield & H.Beentje, Palms Madagascar: 407 (1995) - Dypsis tanalensis (Jum. & H.Perrier) Beentje & J.Dransf., Palms Madagascar: 182 (1995) - Dypsis tenuissima Beentje in J.Dransfield & H.Beentje, Palms Madagascar: 315 (1995) - Dypsis thermarum J.Dransf. in J.Dransfield & H.Beentje, Palms Madagascar: 377 (1995) - Dypsis thiryana (Becc.) Beentje & J.Dransf., Palms Madagascar: 282 (1995) - Dypsis thouarsiana Baill., Bull. Mens. Soc. Linn. Paris 2: 1163 (1894) - Dypsis tokoravina Beentje in J.Dransfield & H.Beentje, Palms Madagascar: 170 (1995) - Dypsis trapezoidea J.Dransf. in J.Dransfield & H.Beentje, Palms Madagascar: 284 (1995) - Dypsis tsaratananensis (Jum.) Beentje & J.Dransf., Palms Madagascar: 226 (1995) - Dypsis tsaravoasira Beentje in J.Dransfield & H.Beentje, Palms Madagascar: 154 (1995) - Dypsis turkiiv J.Dransf., Palms 47: 27 (2003) - Dypsis utilis (Jum.) Beentje & J.Dransf., Palms Madagascar: 364 (1995) - Dypsis viridis Jum., Ann. Inst. Bot.-Géol. Colon. Marseille, III, 6(1): 35 (1918) |